# Vojin Todorović
Vojin Todorović, srbski general, * 3. december 1912, † 7. oktober 1961.

## Življenjepis
Leta 1938 je končal Pravno fakulteto v Beogradu. Leta 1941 je vstopil v NOVJ in KPJ. Med vojno je bil poveljnik več enot; nazadnje je bil šef vojaške misije v Albaniji.
Po vojni je bil načelnik Finančne uprave JLA, pomočnik poveljnika vojaške oblasti za zaledje,...